# Trinomys albispinus
Trinomys albispinus es una especie de roedor de la familia Echimyidae.

## Distribución geográfica
Es  endémica de Brasil.

## Hábitat
Su hábitat natural son: zonas subtropicales o tropicales húmedas de tierras de baja altitud, bosques. 

## Estado de conservación
Se encuentra amenazada de extinción por la pérdida de su hábitat natural.